# Zhengzhou Open 2014
Lo Zhengzhou Open 2014 è stato un torneo di tennis facente parte della categoria ITF Women's Circuit nell'ambito dell'ITF Women's Circuit 2014. Il torneo si è giocato a Zhengzhou in Cina dal 26 maggio al 1º giugno 2014 su campi in cemento e aveva un montepremi di $25,000.

## Vincitrici

### Singolare
Zhang Kailin ha battuto in finale  Xu Yifan con il punteggio di 7–5, 6–4

### Doppio
Chan Chin-wei /  Liang Chen hanno battuto in finale  Han Xinyun /  Zhang Kailin con il punteggio di 6–3, 6–3